# GFBC
Le GFBC est l'organisation patronale sectorielle de la filière bois au Cameroun. Ses membres représentent 75 % du chiffre d'affaires de ce secteur d'activité.

## Mission
La principale mission du GFBC est de défendre les intérêts de ses membres et de les représenter partout où cela s'avère utile.
 Ces dernières années, le GFBC s'est beaucoup investi pour accompagner ses membres sur la voie de la certification et de la gestion forestière responsable. Mais le GFBC est également le principal partenaire du gouvernement et des autres organisation qui luttent contre la propagation du VIH en milieu forestier.

## Grands projets
1. Prévention du VIH/TB (Financement FONDS MONDIAL)
2. Projet de traçabilité forestière basé sur le logiciel Pallitracks (Financement FAO-FLEGT)
3. L’inter-profession Bois du Cameroun(Financement Pamfor)

## Entreprise membres en janvier 2012
- ALPICAM
- CAMEROON AGRICULTURE AND FOREST EXPLOITATION COMPANY S.A. - CAFECO S.A.
- CAMEROON UNITED FORESTS - CUF
- CIFM
- ETS ASSENE NKOU
- FABRIQUE CAMEROUNAISE DE PARQUET - FIPCAM
- PALLISCO
- PANAGIOTIS MARELIS SARL
- SCIEB
- SEEF INDUSTRIE
- S F I L
- SOCIÉTÉ D’EXPLOITATION FORESTIÈRE ET AGRICOLES DU CAMEROUN - SEFAC
- SOCIÉTÉ FORESTIÈRE ET INDUSTRIELLE DE LA DOUMÉ - SFID
- SOCIÉTÉ INDUSTRIELLE DE MBANG - S I M
- SOCIÉTÉ SCIERIE DU MBAM ET KIM - SMK
- TRANSFORMATION REEF CAMEROUN SA - TRC
- VICWOOD-THANRY GROUP
- WIJMA CAMEROUN S.A.

## Sources
- Site du GFBC
- Investir en Zone Francs